# Stella Oceanis
Die Stella Oceanis war ein 1965 als Aphrodite in Dienst gestelltes Kreuzfahrtschiff der griechischen Reederei Sun Line. Das Schiff blieb bis 2000 in Fahrt und wurde nach drei Jahren Liegezeit im indischen Alang abgewrackt.

## Geschichte
Die Aphrodite wurde am 9. Mai 1964 unter der Baunummer 1880 bei Cantieri Riuniti dell’Adriatico in Monfalcone vom Stapel gelassen und im April 1965 an die Greek Coast Line abgeliefert, die sie als Linienpassagierschiff mit einer Kapazität von bis zu 40 PKW einsetzten. Noch im selben Jahr wurde sie jedoch auch erstmals für Kreuzfahrten genutzt.

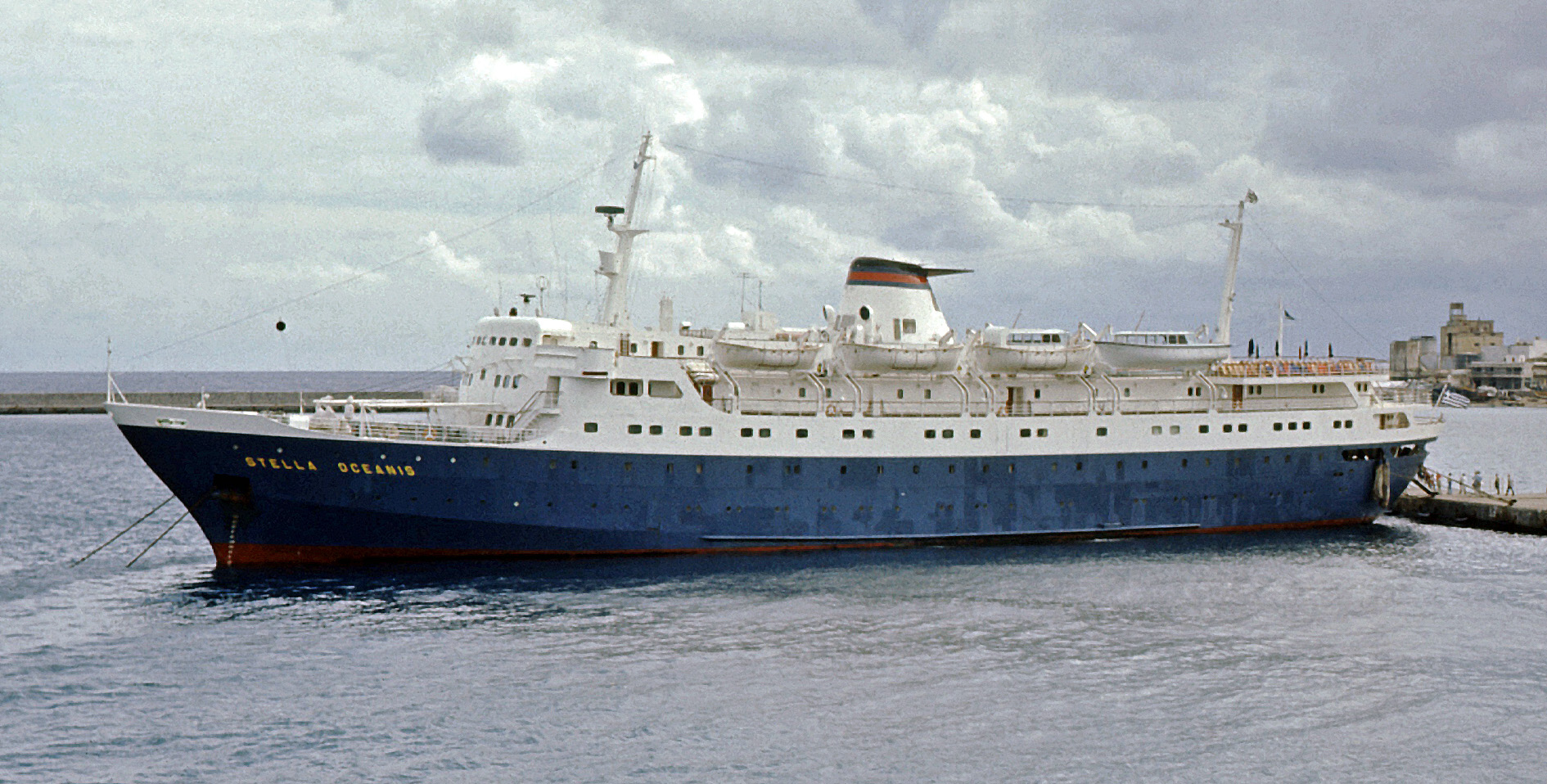
Stella Oceanis 1972 in Rhodos

Ein äußerlich sehr ähnliches Schiff zu der Stella Oceanis war die 2009 ebenfalls in Alang abgewrackte Ocean Odyssey, die im selben Jahr als Eros in Dienst gestellt wurde und ähnliche Abmessungen besaß, sich jedoch baulich zu sehr unterschied, um als Schwesterschiff gezählt zu werden. Dasselbe gilt für die auch 1965 in Dienst gestellte und 1983 nach einem Brand abgewrackte Adonis.
1966 ging die Aphrodite unter dem Namen Stella Oceanis an die griechische Sun Line, die sie im Folgejahr zu einem reinen Kreuzfahrtschiff umbauen ließ. Die Passagierzahl wurde dabei von 1.461 auf 353 reduziert und das Frachtdeck für PKW entfernt. Anschließend stand die Stella Oceanis für Kreuzfahrten im Mittelmeer im Einsatz.
Nach fast dreißig Jahren im Dienst für die Sun Line ging das Schiff 1995 nach Fusion der Reederei mit der Epirotiki Lines in den Besitz der neugegründeten Royal Olympic Cruises über. Es blieb weitere fünf Jahre lang in Fahrt, ehe es im Herbst 2000 ausgemustert wurde und fortan vor Eleusis auflag. Finanzielle Schwierigkeiten von Royal Olympic Cruises verhinderten eine mögliche Reaktivierung. Nach drei Jahren Liegezeit ging das Schiff im Oktober 2003 zum Abbruch nach Indien. Am 30. November 2003 traf die Stella Oceanis unter dem Überführungsnamen S Ocean in der Abwrackwerft in Alang ein.